# Ferdinando Valencia
Ferdinando Martínez Valencia (Comala, 18 de novembro de 1982), mais conhecido como Ferdinando Valencia, é um ator e cantor mexicano, o mais velho de quatro irmãos (um homem e duas mulheres).
Trabalhou em diversas telenovelas, e, um dos seus papéis mais conhecidos foi Patricio em Camaleones.

## Biografia
Ferdinando estreou na televisão na telenovela Código postal, produzida por José Alberto Castro no ano de 2006. No ano seguinte em 2007, ele integra o elenco de Tormenta en el paraíso, do produtor Juan Osorio.
Sei primeiro papel como vilão foi no ano 2008, na telenovela En nombre del amor, um remake da telenovela Cadenas de amargura de 1991.
Para 2009, fez parte do elenco de Camaleones de Rosy Ocampo onde interpretou outro antagonista juvenil. Também participou do vídeo-clip musical de Pee Wee, 'Tan feliz' junto a Sherlyn, um dos temas desta mesma telenovela.
Já em 2011, esteve em La Fuerza del Destino, e regressa a televisão em 2012 no elenco de Por ella soy Eva, atuando ao lado de Jaime Camil e Lucero entre outros grandes atores.
No ano de 2013, foi convidado a participar de Lo que la vida me robó, da produtora Angelli Nesma Medina, como o vilão Adolfo Argüelles.
Em 2015, participou da telenovela Que te perdone Dios, outra produção de Angelli Nesma Medina, interpretando Diego Muñoz. Ainda neste ano, interpretou Cristóbal na telenovela Simplemente María, atuando ao lado de Claudia Álvarez e José Ron.

## Filmografia

### Telenovelas
- Papás por conveniencia (2024-2025) - Guzmán Muriel Royero
- Vuelve a mí (2023-2024) - Braulio Zepeda Guevara
- Vencer el pasado (2021-2022) - Javier Mascaró Zermeño
- La mexicana y el güero (2021) - Sebastián "Bastián" de la Mora #2
- Como tú no hay dos (2020) - Damián Fuentes Jasso
- Hoy voy a cambiar (2017) - José Vargas
- Simplemente María (2015-2016) - Cristóbal Cervantes Nuñez
- Que te perdone Dios (2015) - Diego Muñoz
- Lo que la vida me robó (2013-2014) - Adolfo Argüelles "Escorpião"
- Mentir para vivir (2013) - Alberto "Berto" Torres González
- Por ella soy Eva (2012) - Renato Camargo
- La Fuerza del Destino (2011) - Saúl Mondragón
- Cuando me enamoro (2010-2011) - José María "Chema" Rivero
- Hasta que el dinero nos separe (2009-2010) - El Rizos
- Camaleones (2009-2010) - Patricio Calderón
- En nombre del amor (2008-2009) - Germán Altamirano
- Tormenta en el paraíso (2007-2008) - Lisandro Bravo
- Código postal (2006-2007) - Guillermo de Alba Fernández
- Rebelde (2004-2006) - Aldo Mascarô

### Séries
- La Rosa de Guadalupe (2010)
- Sólo Mujeres (2009-2010)
- Locas de amor (2009)

## Discografia
- Camaleones (2009)

## Prêmios e Indicações

### Prêmio TVyNovelas
| Ano  | Categoria                         | Telenovela        | Resultado |
| ---- | --------------------------------- | ----------------- | --------- |
| 2018 | Melhor ator protagonista de série | Hoy voy a cambiar | Venceu    |
| 2017 | Melhor Ator Co-Estelar            | Simplemente María | Indicado  |
| 2013 | Melhor Ator Juvenil               | Por ella soy Eva  | Venceu    |